# 2004-es MTV Movie Awards
A 2004-es MTV Movie Awards díjátadó ünnepségét 2004. június 5-én tartották a kaliforniai Sony Pictures Studios-ban, a házigazda Lindsay Lohan volt. A műsort az MTV csatorna közvetítette.

## Díjazottak és jelöltek
A nyertesek a táblázat első sorában, félkövérrel vannak jelölve.
| Legjobb film | Legjobb akciójelenet |
| --- | --- |
| - A Gyűrűk Ura: A király visszatér - Némó nyomában - Az 50 első randi - A Karib-tenger kalózai: A Fekete Gyöngy átka - X-Men 2. | - A Gyűrűk Ura: A király visszatér - Bad Boys 2. – Már megint a rosszfiúk - Terminátor 3. – A gépek lázadása - Charlie angyalai: Teljes gázzal |
| Legjobb színész | Legjobb színésznő |
| - Johnny Depp – A Karib-tenger kalózai: A Fekete Gyöngy átka - Jim Caviezel – A passió - Tom Cruise – Az utolsó szamuráj - Bill Murray – Elveszett jelentés - Adam Sandler – Az 50 első randi | - Uma Thurman – Kill Bill 1. - Drew Barrymore – Az 50 első randi - Halle Berry – Gothika - Queen Latifah – Több a sokknál - Charlize Theron – A rém |
| Legjobb cameo | Legjobb gonosz |
| - Simon Cowell – Horrorra akadva 3. - Matt Damon – Eurotúra - Paul Michael Glaser és David Soul – Starsky és Hutch - John McEnroe – Ki nevel a végén? - Pink – Charlie angyalai: Teljes gázzal | - Lucy Liu – Kill Bill 1. - Andrew Bryniarski – A texasi láncfűrészes - Demi Moore – Charlie angyalai: Teljes gázzal - Geoffrey Rush – A Karib-tenger kalózai: A Fekete Gyöngy átka - Kiefer Sutherland – A fülke                                                                                   |
| Legjobb csók | Legjobb harc |
| - Owen Wilson, Carmen Electra és Amy Smart – Starsky és Hutch - Charlize Theron és Christina Ricci – A rém - Keanu Reeves és Monica Bellucci – Mátrix – Újratöltve - Jim Carrey és Jennifer Aniston – A minden6ó - Shawn Ashmore és Anna Paquin – X-Men 2.                                                 | - Uma Thurman vs. Chiaki Kuriyama – Kill Bill 1. - Hugh Jackman vs. Kelly Hu – X-Men 2. - Keanu Reeves vs. Hugo Weaving – Mátrix – Újratöltve - Dwayne Johnson vs. Kontiki lázadók – Az Amazonas kincse - Queen Latifah vs. Missi Pyle – Több a sokknál                                             |
| Legjobb táncos pillanat | Legjobb duó |
| - "Maniac / Heaven Is a Place on Earth / Sweet Dreams (Are Made of This) / Venus / The Reflex" – Amerikai pite: Az esküvő - "The Pink Panther Theme" – Charlie angyalai: Teljes gázzal - "A Gozar Tambino" – Derült égből Polly - "Let Go (Hit the Dancefloor)" – Több a sokknál - "Find Out" – Utcai tánc | - Adam Sandler és Drew Barrymore – Az 50 első randi - Johnny Depp és Orlando Bloom – A Karib-tenger kalózai: A Fekete Gyöngy átka - Jack Black és sulis rockbanda – Rocksuli - Ben Stiller és Owen Wilson – Starsky és Hutch - Will Smith és Martin Lawrence – Bad Boys 2. – Már megint a rosszfiúk |
| Áttörő előadást nyújtó színész | Áttörő előadást nyújtó színésznő |
| - Shawn Ashmore – X-Men 2. - Shia LaBeouf – Stanley, a szerencse fia - Ludacris - Halálos iramban 2. - Omarion - Utcai tánc - Cillian Murphy - 28 nappal később | - Lindsay Lohan – Nem férek a bőrödbe - Jessica Biel – A texasi láncfűrészes - Scarlett Johansson – Elveszett jelentés - Keira Knightley – A Karib-tenger kalózai: A Fekete Gyöngy átka - Evan Rachel Wood - Tizenhárom                                                                             |
| Leghumorosabb alakítás | |
| - Jack Black – Rocksuli - Jim Carrey – A minden6ó - Ellen DeGeneres – Némó nyomában - Johnny Depp – A Karib-tenger kalózai: A Fekete Gyöngy átka - Will Ferrell – Mi a manó | |